# Ga Văn Miếu
Ga Văn Miếu là một trong những nhà ga tàu điện của Tuyến Văn Miếu, nằm trên tuyến phường Quốc Tử Giám, quận Đống Đa, Hà Nội. Điểm nhấn đặc biệt của ga so với các nhà ga khác là phong cách kiến trúc độc đáo, hài hòa với cảnh quan của khu di tích Văn Miếu - Quốc Tử Giám. 

## Cấu trúc

### Bố trí ga

#### Tuyến 3
| G                               | Mặt đất                                                                        | Lối lên xuống                                                           |
| B1F Tầng trung chuyển           | Tầng 1                                                                         | Khu bán vé, khu thương mại, khu kỹ thuật, lối lên xuống và cổng soát vé |
| B2F Tầng ke ga                  | Ke ga 1                                                                        | ← T3 Tuyến 3 đi Hà Nội (Ga cuối) Chuyển sang T1 Tuyến 1 ở ga kế tiếp    |
| Ke ga đảo, cửa sẽ mở ở bên trái |                                                                                |                                                                         |
| Ke ga 2                         | T3 Tuyến 3 đi Cát Linh (Hướng đi Nhổn) Chuyển sang T2A Tuyến 2A ở ga kế tiếp → |                                                                         |